# فهرست قطعنامه‌های شورای امنیت سازمان ملل در خصوص مناقشه قره‌باغ
در جریان مناقشهٔ قره باغ چهار قطعنامه از سوی شورای امنیت سازمان ملل به تصویب رسیده است. این قطعنامه ها موجب فعالسازی فصل هفتم از منشور سازمان ملل متحد نشده اند.
| شماره | هدف | تاریخ          | پیوندها |
| ----- | --- | -------------- | ------- |
| ۸۲۲   | طی این قطعنامه همهٔ اعضای سازمان ملل متحد درخواست دارند تا تمامی درگیری ها متوقف شده و تمامی نیروهای اشغالگر از منطقه کلباجار و دیگر مناطق اخیراً اشغال شدهٔ جمهوری آذربایجان عقب نشینی کنند. این قطعنامه حمایت خود را از روند صلحی که در چارچوب سازمان امنیت و همکاری اروپا پیگیری می شود ابراز می دارد. | ۳۰ آوریل ۱۹۹۳  | ۸۲۲     |
| ۸۵۳   | این قطعنامه درخواست توقف فوری کلیه خصومت ها را دارد. و خواستار عقب نشینی نیروهای اشغالگر از منطقه آغدم و دیگر مناطق اخیراً اشغال شده جمهوری آذربایجان است . این قطعنامه همچنین قطعنامه ۸۲۲ سازمان ملل را مجدداً تأیید می کند. از تلاشهای مستمر گروه مینسک از سازمان امنیت و همکاری اروپا برای دستیابی به یک راه حل صلح آمیز در این درگیری حمایت می کند. | ۲۹ ژوئیه ۱۹۹۳  | ۸۵۳     |
| ۸۷۴   | این قطعنامه خواستار حفظ آتش بس ، توقف درگیری ها و عقب نشینی نیروها از مناطق اخیراً اشغال شده جمهوری آذربایجان است. این قطعنامه همچنین قطعنامه ۸۲۲ و ۸۵۳ سازمان ملل را مجدداً تأیید می کند. و مجدداً بر حمایت کامل خود از روند صلح در چارچوب سازمان امنیت و همکاری اروپا تکرار می کند . | ۱۴ اکتبر ۱۹۹۳  | ۸۷۴     |
| ۸۸۴   | این قطعنامه نقض اخیر آتش بسی را که منجر به از سرگیری مخاصمات از سوی دو طرف شده است را محکوم می کند. همچنین از دولت ارمنستان می خواهد تا از نفوذ خود برای اجرای قطعنامه های ۸۲۲ ، ۸۵۳ و ۸۷۴ از طرف ارامنه در منطقه قره باغ جمهوری آذربایجان استفاده کند. این قطعنامه خواستار توقف فوری مخاصمات مسلحانه از سوی هر دو طرف است. این قطعنامه خواستار "خروج نیروهای اشغالگر" از منطقه زنگلان و شهرستان هورادیز بوده و مجدداً بر اجرای قطعنامه های ۸۲۲ ، ۸۵۳ و ۸۷۴ سازمان ملل تاکید میکند. این قطعنامه قویاً از طرفین درگیر می خواهد که به دنبال حل و فصل مذاکره در چارچوب روند گروه مینسک از سازمان امنیت و همکاری اروپا باشند. | ۱۲ نوامبر ۱۹۹۳ | ۸۸۴     |